# Festa del Cross 2023
La nona edizione della Festa del Cross si è svolta al Parco del Teatro Romano, a Gubbio, l'11 e il 12 marzo 2023 e hanno assegnato 16 titoli (8 maschili e 8 femminili).

## Risultati Campionati Italiani Individuali

### Uomini

#### Seniores
| Specialità       | Oro                                            | Prestazione | Argento                                           | Prestazione | Bronzo                                              | Prestazione |
| Cross corto 3 km | Ala Zoghlami Gruppo Sportivo Fiamme Oro        | 8:54        | Jacopo de Marchi Centro Sportivo Esercito         | 8:55        | Samuel Medolago atletica Valle Brembana             | 8:58        |
| Cross 10 km      | Marco Fontana Granotto Atletica Insieme Verona | 30:35       | Pasquale Selvarolo Gruppo Sportivo Fiamme Azzurre | 30:54       | Osama Zoghlami Centro Sportivo Aeronautica Militare | 31:05       |

#### Promesse (u23)
| Specialità       | Oro                                      | Prestazione | Argento                                         | Prestazione | Bronzo                                                   | Prestazione |
| Cross corto 3 km | Sahran Zouhir A.S.D. Milione             | 9:01        | Maresha Costa Atletica Brugnera PN Friulintagli | 9:12        | Marco Randucci Atletica Studentesca Rieti Andrea Milardi | 9:13        |
| Cross 10 km      | Abderrazzak Gasmi Toscana Atletica Jolly | 31:34       | Alain Cavagna Atletica Valle Brembana           | 31:53       | Nicolò Bedini G.P. Parco Alpi Apuane                     | 32:04       |

#### Juniores (u20)
| Specialità | Oro                                      | Prestazione | Argento                                 | Prestazione | Bronzo                                                  | Prestazione |
| Cross 8 km | Lionel Nihimbazwe Toscana Atletica Jolly | 25:33       | Stefano Benzoni Atletica Valle Bembrana | 25:50       | Francesco Ropelato Unione Sportiva Quercia Trentingrana | 25:59       |

#### Allievi (u18)
| Specialità | Oro                                             | Prestazione | Argento                         | Prestazione | Bronzo                              | Prestazione |
| Cross 5 km | Vittore Simone Borromini Toscana Atletica Jolly | 16:02       | Manuel Zanini Atletica Gavirate | 16:22       | Laterna Cervone UISP Atletica Siena | 16:25       |

#### Cadetti (u16)
| Specialità | Oro                                              | Prestazione | Argento                         | Prestazione | Bronzo                         | Prestazione |
| Cross 3 km | Alessandro Santangelo A.S. Atletica Virtus Lucca | 9:34        | Girardini Nicola Atletica Tione | 9:40        | Cavazzuti Luca Siracusatletica | 9:40        |

### Donne

#### Seniores
| Specialità       | Oro                                                   | Prestazione | Argento                                | Prestazione | Bronzo                                   | Prestazione |
| Cross Corto 3 km | Ludovica Cavalli Centro Sportivo Aeronautica Militare | 10:30       | Giulia Zanne Atletica Brescia 1950     | 10:34       | Micol Majori Pro Sesto Atletica Cernusco | 10:36       |
| Cross 8 km       | Nadia Battocletti Gruppo Sportivo Fiamme Azzurre      | 27:09       | Elisa Palmero Centro Sportivo Esercito | 28:09       | Valentina Gemetto DK Runners Milano      | 28:21       |

#### Promesse (u23)
| Specialità       | Oro                                        | Prestazione | Argento                                         | Prestazione | Bronzo                                       | Prestazione |
| Cross Corto 3 km | Silvia Gradizzi CUS Pro Patria Milano      | 10:48       | Luna Giovanetti Atletica Valle di Cembra        | 10:58       | Melissa Fracassini Atletica ARCS CUS Perugia | 11:06       |
| Cross 8 km       | Sara Nestola Calcestruzzi Corradini Excels | 29:14       | Elisa Palmeto Atletica Verona A.S.D. Piedimonte | 29:42       | Vivien Bonzi La Recasello Radici Group       | 29:42       |

#### Juniores (u20)
| Specialità | Oro                                             | Prestazione | Argento                                  | Prestazione | Bronzo                               | Prestazione |
| Cross 6 km | Beatrice Casagrande Atletica Riviera del Brenta | 22:16       | Carolina Fraquelli Atletica Virtus Lucca | 22:30       | Elena Abellonio A.S.D. Atletica Alba | 16:25       |

#### Allieve (u18)
| Specialità | Oro                                           | Prestazione | Argento                                    | Prestazione | Bronzo                                | Prestazione |
| Cross 4 km | Giulia Bernini Toscana Atletica Empoli Nissan | 14:57       | Ilvana Fleurine Markovic Atletica Gavirate | 15:03       | Ginevra di Mugno ACSI Italia Atletica | 15:08       |

#### Cadette (u16)
| Specialità | Oro                                        | Prestazione | Argento                                    | Prestazione | Bronzo                                       | Prestazione |
| Cross 2 km | Sofia Isaurico Athletic Club Firex Belluno | 7:25        | Isotta Paiotti Altevica Piersanta Versilia | 7:28        | Diletta Ballerini Libertas Atletica Valdelsa | 7:29        |

## Risultati Campionati Italiani di Staffette

### Uomini
| Specialità         | Oro                                                                                                 | Prestazione | Argento                                                                                              | Prestazione | Bronzo                                                                                 | Prestazione |
| Staffetta 4 × 2 km | Giovanni Servalli, Omar Cattaneo, Stefano Pedrana, Sebastiano Parolini Gruppo Alpinistico Vertovese | 24:49       | Lorenzo Forni, Francesco Raineri, Marco Aondio, Mattia Padovani Atletica Lecco-Colombo Costruzione A | 25:03       | Federico Perrella, Otmane Salihi, Moad Razgani, Matteo Geninazza CUS Pro Patria Milano | 25:09       |

### Donne
| Specialità         | Oro                                                                                                 | Prestazione | Argento                                                                                      | Prestazione | Bronzo                                                                                                 | Prestazione |
| Staffetta 4 × 2 km | Virginia Olivieri, Margherita Melossi, Silvia Gradizzi, Nicole Svetlana Reina CUS Pro Patria Milano | 29:20       | Viola Morrone, Nausi Barberini Magnani, Chiara Setti, Flavia Aleotti A.S.D Francesco Francia | 29:51       | Anna Toppano, Daria Tucci, Federica Pansini, Livia Caldarini Atletica Studentesca Rieti Andrea Milardi | 29:53       |

## Risultati Campionati Italiani di Società

### Uomini
| Specialità          | Oro                                        | Prestazione | Argento                            | Prestazione | Bronzo            | Prestazione |
| Seniores / Promesse | Atletica Casone Noceto                     | 17 punti    | Gruppo Podistico Parco Alpi Apuane | 41 punti    | Caivano Runners   | 59 punti    |
| Juniores            | Atletica Valle Brembana                    | 55 punti    | Toscana Atletica Jolly             | 62 punti    | CUS Palermo       | 62 punti    |
| Allievi             | Atletica Studenetesca Rieti Andrea Milardi | 46 punti    | Sport Project VCO                  | 49 punti    | Atletica Gavirate | 77 punti    |

### Donne
| Specialità          | Oro                      | Prestazione | Argento                        | Prestazione | Bronzo                    | Prestazione |
| Seniores / Promesse | Centro Sportivo Esercito | 25 punti    | CUS Pro Patria Milano          | 34 punti    | La Recastllo Radici Group | 43 punti    |
| Juniores            | Bracco Atletica          | 12 punti    | Atletica Arcs CUS Perugia      | 27 punti    | Sportclub Merano          | 31 punti    |
| Allieve             | Bracco Atletica          | 55 punti    | Tirreno Atletica Civitavecchia | 64 punti    | ACSI Italia Atletica      | 65 punti    |

## Risultati Campionati Italiani Cadetti per Regioni

### Cadetti
| Specialità        | Oro       | Prestazione | Argento  | Prestazione | Bronzo         | Prestazione |
| Cross per regioni | Lombardia | 360 punti   | Piemonte | 352 punti   | Emilia-Romagna | 351 punti   |

### Cadette
| Specialità        | Oro    | Prestazione | Argento | Prestazione | Bronzo    | Prestazione |
| Cross per regioni | Veneto | 376 punti   | Toscana | 338 punti   | Lombardia | 323 punti   |

### Combinata
| Specialità        | Oro    | Prestazione | Argento   | Prestazione | Bronzo         | Prestazione |
| Cross per regioni | Veneto | 691 punti   | Lombardia | 683 punti   | Emilia-Romagna | 671 punti   |